# اندی واتسون (بازیکن فوتبال، زاده ۱۹۶۷)
اندی واتسون (انگلیسی: Andy Watson؛ زادهٔ ۱ آوریل ۱۹۶۷) بازیکن فوتبال در پست مهاجم اهل انگلستان است.

## باشگاهی
از باشگاه‌هایی که در آن بازی کرده‌است می‌توان به باشگاه فوتبال سوانزی سیتی، باشگاه فوتبال والسال، باشگاه فوتبال هروگیت تاون، باشگاه فوتبال بلکپول، باشگاه فوتبال کارلایل یونایتد، باشگاه فوتبال هالیفاکس تاون و باشگاه فوتبال دونکستر راورز اشاره کرد.